# Тождество (математика)
То́ждество (в математике) — равенство двух выражений, выполняющееся на всём множестве допустимых значений, входящих в эти выражения переменных. Тождественное равенство, когда его хотят подчеркнуть особо, обозначается вместо знака равенства символом «≡», который ввёл немецкий математик Бернхард Риман в 1857 году.
Примеры:
{\displaystyle a^{2}-b^{2}\equiv (a+b)(a-b)}
{\displaystyle (a+b)^{2}\equiv a^{2}+2ab+b^{2}}
Иногда называют тождеством также равенство, не содержащее никаких переменных; например: {\displaystyle 25^{2}\equiv 625.}
Не любое равенство является тождеством. Например, равенство {\displaystyle x+2=5} имеет место не при всяком значении {\displaystyle x}, а только при {\displaystyle x=3}. Поэтому оно не является тождеством. Кроме того, равенство может выполняться, например, при положительных значениях переменных и не выполняться (или не иметь смысла) при отрицательных, см. об этом следующий раздел.

## Тождественность на заданном множестве
В тех случаях, когда тождество выполняется не для всех возможных значений переменных, говорят, что выражения тождественны на некотором множестве.
Примеры: 
- выражение {\displaystyle {\frac {a^{2}}{a}}\equiv a} тождественно при {\displaystyle a\neq 0}.
- выражение {\displaystyle {\sqrt {ab}}\equiv {\sqrt {a}}{\sqrt {b}}} тождественно только для неотрицательных вещественных чисел.
- выражение {\displaystyle a^{2}-b^{2}\equiv (a+b)(a-b)} тождественно в полях вещественных и комплексных чисел, однако не тождественно  в кольцах кватернионов, квадратных матриц и других математических объектов, для которых не выполняется переместительный закон: {\displaystyle ab\neq ba}.